# 山田二郎 (アナウンサー)
山田 二郎（やまだ じろう、1936年5月7日 - ）は、日本のアナウンサー。

## 来歴・人物
東京府東京市浅草区駒形町（後の東京都台東区）出身。浪曲師の広沢虎造（2代目）の次男。趣味はゴルフ。早稲田大学第一文学部 卒業。
1959年、NHKにアナウンサーとして入局。元々は落語家を志望しており、大学卒業後に弟子入りする師匠が決まっていたが、当時 所属していた放送研究会の仲間と試しに受けたNHKの試験に合格。師匠からも安定した職に就くことを勧められたため、アナウンサーの道へ進んだ。
NHK佐賀放送局で勤務の後、1960年3月、ラジオ東京（後の東京放送 → 東京放送ホールディングス → TBSホールディングス、以下TBS）に中途経験者採用により移籍。報道局運動部兼ニュース部（1963年11月）、報道局運動部兼アナウンサー研修室付（1967年11月）、ラジオ本部アナウンス室兼テレビ本部報道部運動部（1970年7月）、アナウンス室（1979年6月）、報道総局アナウンス部兼ラジオ総局情報制作局ラジオワイド部（1989年1月）に在籍。
主にプロ野球、大相撲、ボウリング、国際プロレス、アイスホッケー等のスポーツ中継実況、歌謡番組、芸能番組を担当。1964年 東京オリンピックと1972年 札幌オリンピック閉会式の実況を担当。
バドミントンの試合の実況中継も、日本で最初に行っており、まったく試合を見たことも無く、ルールもわからない状態で行った先で監督に情報を教えてもらい、あとはアドリブで行ったという。
1976年10月11日、後楽園球場での巨人vs阪神 第23回戦の8回裏、巨人の王貞治選手（当時）がベーブ・ルースの記録を抜くホームラン通算715号 本塁打を放ったが、この試合のTBSラジオの中継放送を担当。715号の瞬間を実況した。
『ウルトラマン』『ウルトラセブン』の戦闘シーンを再編集して格闘技番組風にアレンジした『ウルトラファイト』の実況ナレーションを担当。何の脚本も助言も無く、怪獣と主な技のメモだけをもらい、まず一回映像を見たら２回目ですぐに本番を収録。１回の収録で10～20本は映像に音声を入れたという。
1978年、小林旭主演の映画『多羅尾伴内』では日本シリーズの実況アナウンサーを演じた。
映画監督の実相寺昭雄は小中学校の同級生である。高校では進路が分かれ、大学も同じであったものの学部が異なる（途中までは同じ文学部。実相寺は途中で第二文学部に転籍。当時の早大文学部は1学年 1,000人を超える大所帯である）ため会うことはなかったが、TBS入社後に同社ディレクターとなっていた実相寺と再会して驚いたという。
TBS在局当時はラジオ番組のパーソナリティとして、歌謡曲ワイド番組『二郎で勝負 連続ヒット90分』、土曜 朝ワイド番組『山田二郎の土曜だワッショイ!』などに出演。『山田二郎の土曜だワッショイ!』で、第9回アノンシスト賞 グランダ・プレミオを受賞。TBSアナウンス スクールの講師を務めていたことがある。
1991年2月、TBSを退社。その後はフリーアナウンサーに転身して、広沢虎造（2代目）の浪曲関連のイベントなどを開催。司会を担当。現在は「虎造浪曲継承会 代表」で、広沢虎造（2代目）の「虎造節」を継承する活動と年四回の定期公演を行っている。三波春夫歌唱の「任侠虎造ぶし」を作詞した。

## 出演番組
- TBSラジオ エキサイトナイター（TBSラジオ）
- 侍プロ野球（TBSテレビ）- TBSアナウンサー時代に出演した、TBSテレビのプロ野球中継の現行タイトル。
- 東洋チャンピオンスカウト（TBSテレビ）
- TWWAプロレス中継（国際プロレスのテレビ中継）（TBSテレビ）
- ウルトラファイト（TBSテレビ / 円谷プロダクション）実況ナレーション
- ザ・ガードマン（TBSテレビ / 大映テレビ室）第320話「ボウリング場殺人事件」アナウンサー役 - 実名で出演。
- 名調子! 浪曲十八番集（1972年、TBSラジオ）[7]
- 二郎で勝負 歌謡曲でかっとばせ!（1975年、TBSラジオ）[10]
- 山田二郎ワイドで勝負!90分（1976年、TBSラジオ）[11]
- 二郎で勝負 連続ヒット90分（1977年、TBSラジオ）[6]
- 歌謡曲対抗クイズ合戦（1977年、TBSラジオ）[6]
- 二郎の全国野球マップ 〜ハイ! 歌謡曲〜（1978年、TBSラジオ）[6]
- ベースボールジョッキー 〜二郎・栄子のハイ! 歌謡曲〜（1979年、TBSラジオ）[6]
- 山田二郎の土曜だワッショイ!（1979年、TBSラジオ） - 第9回アノンシスト賞 グランダ・プレミオ受賞。[7][6]
- ハッスル夫婦（1979年、TBSテレビ）[7][6]
- 11時にあいましょう（1979年、TBSテレビ）[7][6]
- 体力ゲームドンGAMBA!（1980年、TBSテレビ）[6]
- 11時に歌いましょう（1981年、TBSテレビ）[6]
- 演歌一番鶏（1982年、TBSラジオ）[6]
- 二郎と奈保子のハイ歌謡曲（1982年、TBSラジオ）[6]
- おはよう演歌鶏（1986年、TBSラジオ）[6]
- 夜はこれから（1988年、TBSラジオ）[6]
- マンデー・ナイトベースボール（1990年、TBSラジオ）[6]
- 八百八町表裏 化粧師（1990年、TBSテレビ）ナレーション
- アニメ浪曲紀行 清水次郎長伝（2000年、毎日放送）表題ナレーション - 広沢虎造の浪曲音源を元に、アニメ化。15分番組として構成した番組。全30話。番組は後にビデオ化され、市販。後に、CS放送のチャンネルで放送した。
- ウルトラファイトVR「親子タッグ！ 激闘の荒野に花束を」（2017年、円谷プロダクション）ナレーション[12]

## 音楽

### シングル
- われら街野球のうた - 『二郎で勝負 連続ヒット90分』コーナー「われら街野球」主題歌。山田自身は作詞を担当。曲は聴収者からの応募。[6]

## 映画
- 多羅尾伴内（1978年、東映）- 実況アナウンサー

## 関連書籍
- ウルトラファイト番外地（唐沢なをき、角川書店〈現・KADOKAWA〉、2006年） - 2006年7月、HMV渋谷で開催した ウルトラファイトの生実況イベントの様子と山田へのインタビューのルポ漫画を掲載。同書は2019年から[[文芸春秋]]で電子書籍を発行。